# Simó I de Kartli
Simó I (Sultan Mahmud Khan), nascut el 1537, era el fill gran de Luarsab I de Kartli, i va succeir al pare el 1558 com a rei.
Es va casar el 1559 amb Nestan-Darejan (mort després de 1608), filla de Levan de Kakhètia.
Fet presoner pels kizilbaixis a la batalla de Partzkhisi el 1569 (on va ser capturat a traïdoria el 1569 per Korganachvili) va ser enviat a Pèrsia i va refusar convertir-se a l'islam essent tancat a la fortalesa d'Alamut durant molts anys.
Alliberat el 1578 després d'acceptar convertir-se, va rebre el títol de Xa Nawaz Khan i va ser enviat al front d'un exèrcit cap a Geòrgia, per combatre els turcs, ja que poc abans (el mateix 1578) la pau entre els otomans i Pèrsia s'havia trencat, i un exèrcit turc sota el comandament de Lala Mustafà Paixà havia avançat cap a Transcaucàsia; a Pèrsia la mort del xa Tahmasp I (1579) havia provocat desordres i els perses es van veure impotents contra els turcs, per la qual cosa van alliberar Simó i el van enviar com a rei, per combatre els invasors. Guarnicions otomanes s'havien instal·lat a algunes ciutats del Kartli (i del Samtskhé que Kartli considerava seu). Simó els va expulsar, conquerí Loré i Gori i derrotà totalment els otomans a Mukhran gràcies a la traïció del mtavari de Samtskhé, Manuchar II, vassall otomà que es va passar al bàndol del rei. El soldà va reconèixer a Simó com a rei, amb el Samtskhé inclòs, però a canvi havia de pagar un tribut anyal. Loré, Gori, Tblisi i d'altres ciutats tindrien guarnició turca.
Però el tractat de pau entre Pèrsia i els otomans (Tractat de Constantinoble de 21 de març del 1590) va reconèixer la sobirania turca sobre Xirvan, Geòrgia Oriental i l'Azerbaidjan. El 1598 va engegar altra vegada la lluita contra els turcs i el 1599 atacà Gori que fou capturada. Tblisi estava amenaçada i el sultà va enviar un exèrcit que va acampar al riu Alghuethi, prop de Nakhiduri. Els georgians van presentar combat i van ser derrotats; el rei fou capturat i setmanes després enviat a Istanbul carregat de cadenes, on va ser empresonat i va morir un temps després a les set torres de Constantinoble el 1612